# Utrdba Dobre nade, Gana
Utrdba Dobre nade ali Fort Dobre nade je bila utrdba na nizozemski Zlati obali, ustanovljena leta 1667 v bližini Senya Beraku.
Nizozemci so že imeli kočo v Senya Beraku v šestdesetih letih 16. stoletja, vendar so jo opustili, ko so Britanci zgradili svojo utrdbo v bližnji Winnebe. Leta 1704 so Nizozemci zaprosili kraljico Agone za dovoljenje za gradnjo utrdbe v Senya Beraku. Služila naj bi trgovini z zlatom z Akimom, ki je severno od Agone. Najprej so Nizozemci zgradili majhno trikotno utrdbo, ki so jo poimenovali Utrdba Dobre nade  (ali v nizozemščini Fort de Goede Hoop). Trgovina z zlatom ni bila zelo uspešna, kasneje pa so v utrdbi prodajali sužnje. Do leta 1715 je utrdba postala premajhna in Nizozemci so se odločili, da jo podvojijo tako, da so ji odstranili diagonalo in jo naredili kvadratno. V jugozahodnem bastionu utrdbe je bil narejen zapor za sužnje. V drugi polovici 18. stoletja so utrdbo obdali z zunanjim obzidjem. Zaradi svojega pričevanja o atlantski trgovini s sužnji in evropskem kolonialnem izkoriščanju je bila Utrdba Dobre nade leta 1979 vpisana na Unescov seznam svetovne dediščine skupaj z več drugimi gradovi v Gani.
V začetku leta 1782 je kapitan Thomas Shirley na 50-topovski ladji <i id="mwFg">Leander</i> in vojaški ladji Alligator odplul do nizozemske Zlate obale. Britanija je bila v vojni z Nizozemsko in Shirley je zavzel majhne nizozemske utrdbe v Moreeju (utrdba Nassau – 20 topov), Kormantinu (Courmantyne ali – 32 topov), Apamu ( utrdba Lijdzaamheid ali utrdba Patience – 22 topov), Senya Beraku (utrdba Dobre nade – 18 pušk) in Akra (Fort Crêvecoeur ali Ussher Fort – 32 pušk). 
Utrdbo je med letoma 1782 in 1785 zasedla Britanija, med letoma 1811 in 1816 pa tudi lokalno prebivalstvo Akima. Leta 1868 je bila utrdba predana Združenemu kraljestvu v veliki trgovini z utrdbami med Nizozemsko in Britanijo .
To je zadnja utrdba, ki je bila zgrajena na Zlati obali.

## Fizične lastnosti
Sprva so Nizozemci zgradili majhno trikotno utrdbo na rtu, ki se nahaja v bližini zaliva zaradi bližine dobre plaže za pristanek. Trikotna utrdba ima tri bastione, ki se nahajajo na severovzhodnem, jugozahodnem in jugovzhodnem vogalu. 
Leta 1724 je bila utrdba zaradi omejene velikosti, ki ni bila več kos naraščajočemu številu sužnjev, prezidana v današnjo pravokotno obliko. Imela je štiri bastione z obzidjem med njimi, garnizone in dvorane za častnike, kuhinje, ženski in moški zapor, skladišča, kaščo in smodnišnico. Kasneje so zgradili tudi zunanji zid, ki pa je skoraj izginil. 
Trdnjava trenutno služi kot počivališče in tudi turistična atrakcija.

## Galerija
- Vhod v Trdnjavo Dobre nade  (de Goede Hoop)
- Čelni in stranski pogled na Trdnjavo Dobre nade (de Goede Hoop)
- Video: razgled iz vrha strehe
- Trdnjava Dobre nade v Gani
- Trdnjava Dobre nade v Gani
- Trdnjava Dobre nade v Gani
- Trdnjava Dobre nade v Gani
- Topovske krogle v Trdnjavi Dobre nade v Gani
- Trdnjava Dobre nade v Gani
- Trdnjava Dobre nade v Gani
- Trdnjava Dobre nade v Gani
- Trdnjava Dobre nade v Gani